# 肟
肟是一类具有通式R1R2C=NOH的有机化合物。如果R1或R2之一是氢，则该肟被称为醛肟；否则称为酮肟。由于氮上有一对孤对电子，肟有两个异构体：顺式和反式。除芳香醛肟（大基团）外，醛肟都以顺式存在；而酮肟的两种异构体则基本上可以分离出来。
肟大多具有良好的结晶，不溶于水，熔点也比较确定，因此可根据肟的熔点来确定醛或酮。丁二酮肟是用来鉴定镍离子的试剂。

## 合成
肟可以由醛或酮与羟胺反应得到，肟水解可以得到相应的醛或酮。除此之外，肟还可以由亚硝酸酯如亚硝酸异戊酯和含活泼氢的化合物反应制得，如乙酰乙酸乙酯和亚硝酸钠于乙酸中反应、亚硝酸乙酯和甲乙酮在盐酸中反应以及苯丙酮、氯乙酰苯、丙二腈和亚硝酸钠的类似反应。

## 反应
在酸性催化剂如硫酸、多聚磷酸以及能产生强酸的五氯化磷、三氯化磷、苯磺酰氯和亚硫酰氯等催化下，酮肟可以发生Beckmann重排反应生成酰胺。工业上制取己内酰胺即是利用该反应，而己内酰胺是制取尼龙-6的原料。利用该反应也可以由水解产物推知原料肟的构型。
肟也可以被钠汞齐或氢化还原，生成胺。
醛肟可以在一些酸、强碱、酯、酰胺以及低价磷化合物等的作用下脱去一分子水，变为腈：
-CH=NOH → -C≡N + H2O